# 朝倉景高
朝倉 景高（あさくら かげたか）は、戦国時代の武将。越前国朝倉氏の一族。朝倉氏10代当主・朝倉孝景の弟。権中納言・烏丸冬光の娘を妾としており、子の景鏡はその間に生まれたという。

## 略歴
9代当主・朝倉貞景の次男として誕生。
永正16年（1519年）7月、兵3千を率いて美濃国に出陣、土岐頼芸を擁す斎藤彦四郎の勢力と合戦、9月14日の正木合戦、10月10日の池戸合戦に連戦連勝、土岐頼武の守護職就任に貢献した。大永7年（1527年）頃から大野郡司を務める。天文5年（1536年）、美濃の混乱（土岐頼武と土岐頼芸の守護職争い）に関与し大野郡穴間城を攻略。
しかし、この頃から兄・孝景と不和になり、大野郡司を罷免される。天文9年（1540年）8月上洛し、公家衆や幕府要人に接近、孝景に謀反を企てたが失敗し、翌月、京を追放された（楊弓会事件）。
その後、景高は若狭武田氏の許に身を寄せ、尾張国の斯波氏や本願寺と連携し越前侵攻の機を窺ったが、結局、天文12年（1543年）4月、若狭を退き、和泉国堺湊から西国に没落した。

## 系譜
- 父：朝倉貞景（1473-1512）
- 母：不詳
- 側室：烏丸冬光娘
  - 男子：朝倉景鏡（1525?-1574）
- 生母不明の子女
  - 男子：朝倉景次
  - 男子：朝倉在重（1545-1615）